# The Tombs of the Ming Emperors
The Tombs of the Ming Emperors è un cortometraggio muto del 1913. Il nome del regista non viene riportato nei credit del film, un documentario girato in Cina e prodotto dalla Selig.

## Produzione
Il film fu prodotto dalla Selig Polyscope Company.

## Distribuzione
Distribuito dalla General Film Company, il film - un cortometraggio di 100 metri - uscì nelle sale cinematografiche statunitensi il 10 aprile 1913. Nelle proiezioni, veniva programmato con il sistema dello split reel, accorpato in un'unica bobina con un altro cortometraggio prodotto dalla Selig, Tommy's Atonement.